# Ansel Adams Wilderness

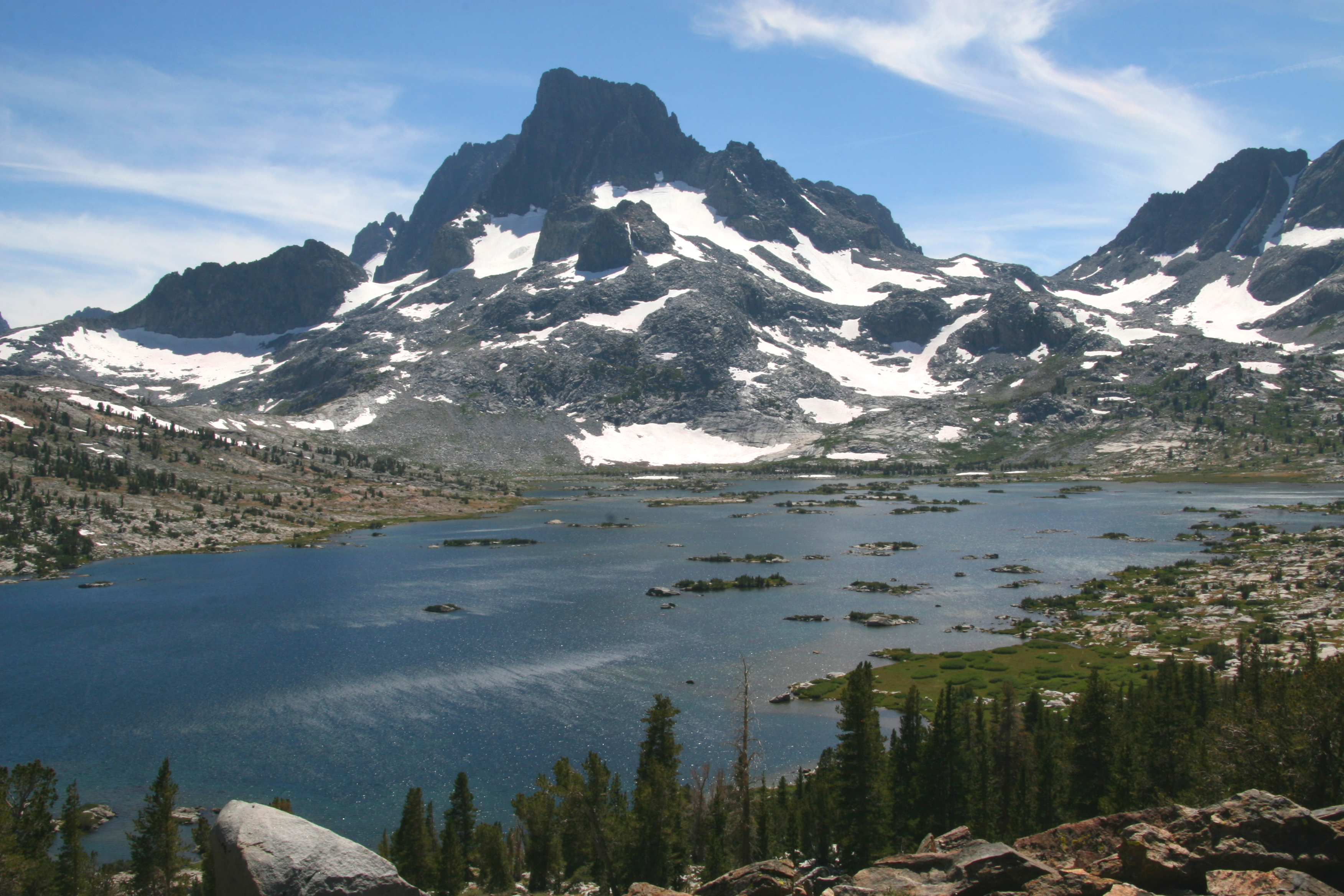
Banner Peak (3943 m) en het Thousand Island Lake (2997 m) in de Ansel Adams Wilderness.

De Ansel Adams Wilderness is een Amerikaans wildernisgebied in het Sierra Nevada-gebergte in Californië. Het wildernisgebied ligt grotendeels in het Sierra National Forest en voor een kleiner deel ook in het Inyo National Forest. Ten noorden en noordwesten van het 93.698 hectare grote gebied ligt Yosemite National Park, terwijl de John Muir Wilderness ten zuidoosten ligt. De Ansel Adams Wilderness, onderdeel van het National Wilderness Preservation System (NWPS), wordt beheerd door de United States Forest Service.
Het wildernisgebied werd opgericht als onderdeel van de oorspronkelijke Wilderness Act van 1964. Het heette Minarets Wilderness tot 1984, toen het gebied naar de beroemde fotograaf en natuurbeschermer Ansel Adams (1902-1984) genoemd werd. Tezelfdertijd werd het gebied verder uitgebreid.

## Geografie

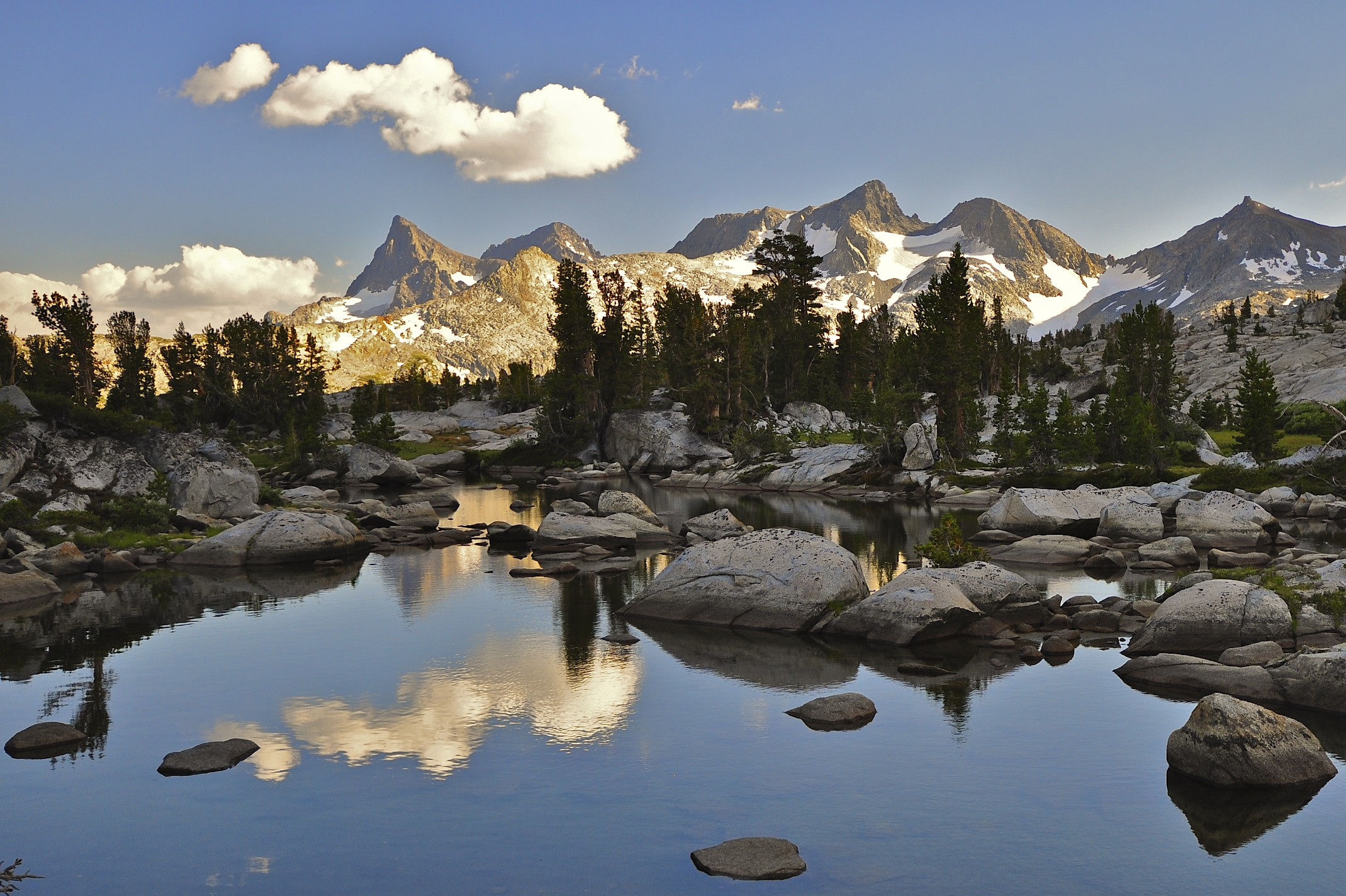
Zicht op de Ritter Range vanop het John Muir Trail ten oosten van Donahue Pass.

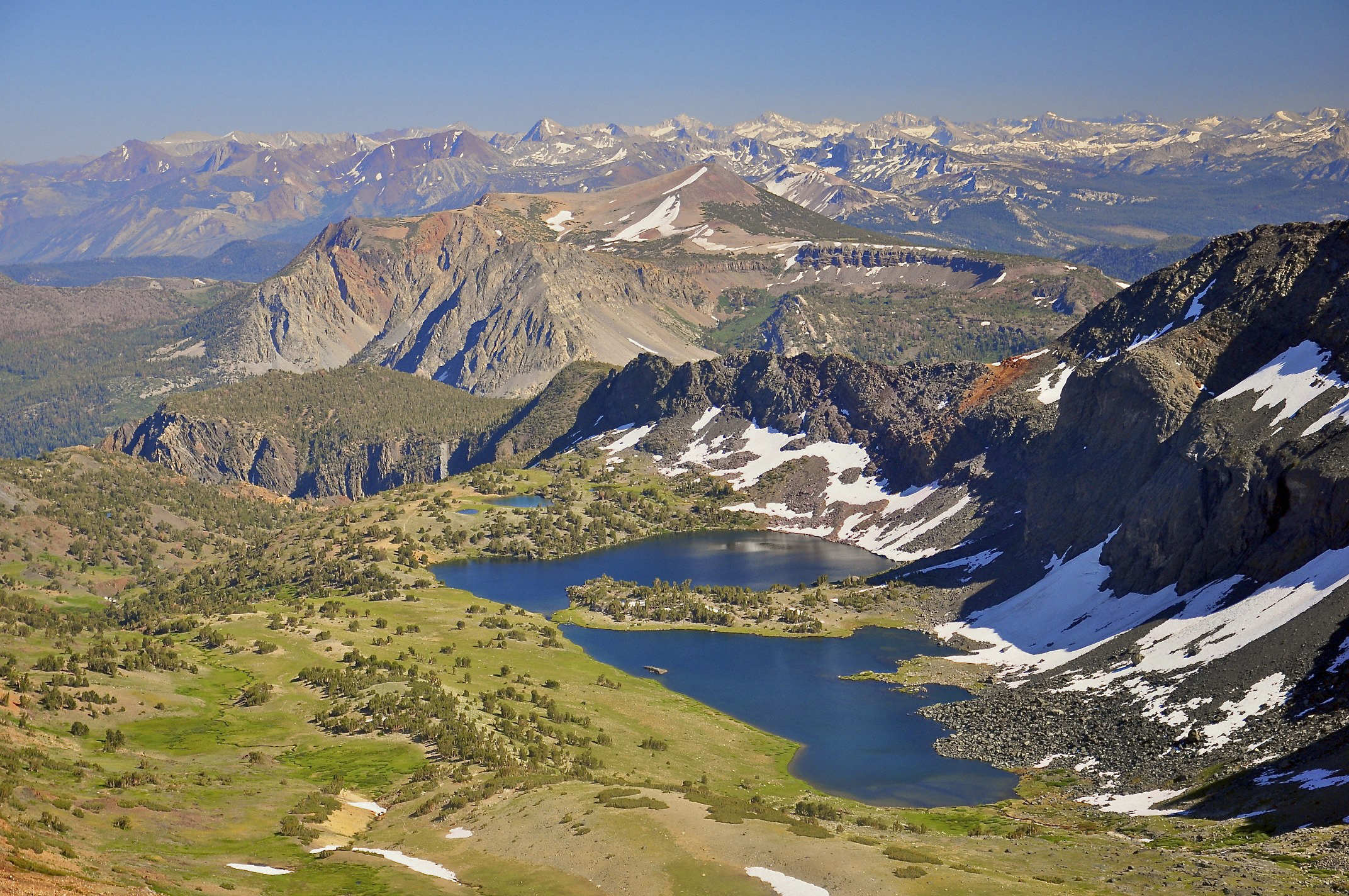
De Alger Lakes en Mount San Joaquin in het noordelijke stuk van het wildernisgebied.

De Ritter Range, met daarin Mount Ritter, Banner Peak en de Minarets, vormt de ruggengraat van de Ansel Adams Wilderness. Direct ten oosten van de bergketen ligt de Middle Fork San Joaquin River. In de buurt van het Devils Postpile National Monument, dat langs de San Joaquin en binnen de grenzen van het wildernisgebied ligt, komen het John Muir en Pacific Crest Trail samen. De Middle Fork ontspringt aan het Thousand Island Lake, een groot alpien meer aan de voet van Banner Peak.
Ten oosten van de Ritter Range en de Middle Fork-canyon ligt de eigenlijke Sierra Crest, de lijn die de brede westelijke flanken van de Sierra Nevada scheidt van de steile oostelijke. Doordat de Sierra Crest lager is dan de Ritter Range kunnen sneeuwstormen vlot oostwaarts trekken, wat grote sneeuwval veroorzaakt op Mammoth Mountain, dat net buiten de Ansel Adams Wilderness valt.
Aan de andere zijde van de Ritter Range ligt de canyon van de North Fork van de San Joaquin-rivier, een afgelegen en weinig bezocht gebied. Ten zuiden van de bergketen, ten slotte, bevindt zich de 900 meter diepe canyon van de hoofdtak van de San Joaquin.

## Recreatie
De Ansel Adams Wilderness telt 562 kilometer wandelpaden, waaronder delen van de John Muir en Pacific Crest Trails. De Sierra High Route is een andere wandelroute in de streek. In de streek kan ook aan bergklimmen worden gedaan. In de winter kan men op bepaalde plaatsen langlaufen.